# Ab urbe condita (Livius)

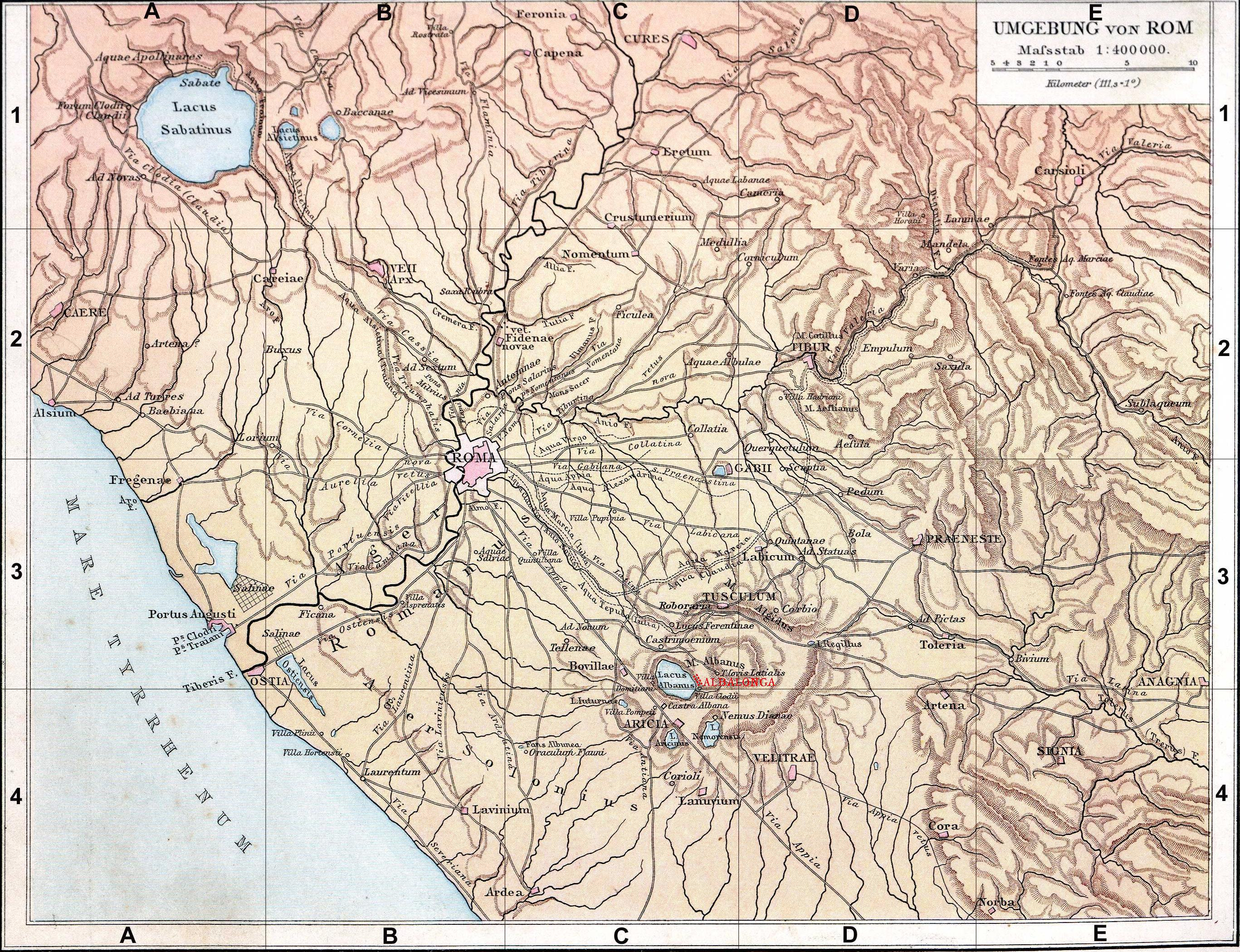
Das frühe Rom und seine Umgebung. Karte aus dem 19. Jahrhundert

Ab urbe condita (lateinisch für „seit Gründung der Stadt“) ist das Geschichtswerk des römischen Historikers Titus Livius. Der rhetorisch geschulte Autor lebte zur Zeit des Kaisers Augustus. Er erzählt in seinem Werk ausführlich die zu seiner Lebenszeit über 700-jährige Geschichte Roms. Die Darstellung reichte ursprünglich von Roms sagenhafter Gründung 753 v. Chr. bis zum Tod des Drusus im Jahr 9 v. Chr. Für die Gründungssage der Stadt, die anschließende sagenumwobene Königszeit sowie die frühe und mittlere Republik ist das Werk die wichtigste erhaltene Quelle. Die Darstellung der Geschichte der späteren Republik bis hin zu den zeitgenössischen Partien ist hingegen verschollen und nur durch kurze spätantike Auszüge und Inhaltszusammenfassungen greifbar.
Der handschriftlich beglaubigte und auch durch andere Zeugnisse bestätigte vollständige Titel lautet ab urbe condita libri. Weit verbreitet sind als deutsche Titel „Von der Gründung der Stadt (Rom)“ oder „Römische Geschichte“. Bei Quellenangaben wird das Werk in der Regel mit dem Kürzel des Autors, Liv., zitiert, da es keine anderen erhaltenen Schriften von ihm gibt.

## Umfang und Abfassungszeit

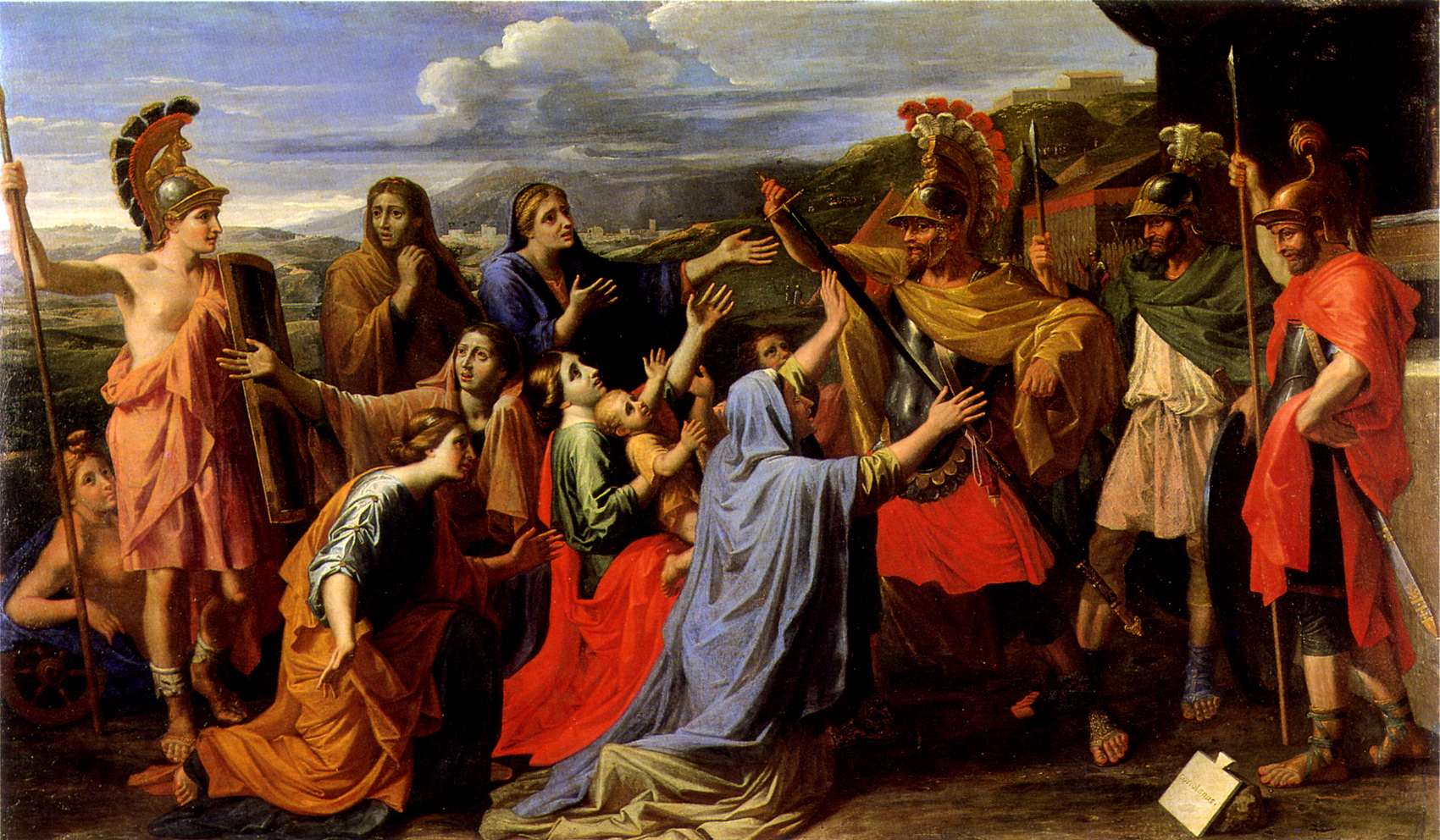
Nicolas Poussin, 17. Jh.: Szene aus dem 2. Buch: Frauen bitten den Coriolanus, Rom zu verschonen

Die Erzählung beginnt mit der Ankunft einer kleinen Gruppe von flüchtenden Trojanern in Italien. Das Ende des Werks kann nur aufgrund der Angaben der noch existierenden Inhaltsangabe (Periocha) des letzten Buches ermittelt werden. Sie erzählt den Tod des Drusus. Ursprünglich waren vielleicht 150 Bücher (bis zum Tod des Augustus) geplant, deren Fertigstellung das Ableben des Autors verhindert haben könnte. Überliefert sind 142 Bücher, doch blieb nur knapp ein Viertel davon erhalten: die Bücher 1–10 (Zeit von 753 v. Chr. bis 293 v. Chr.) und 21–45 (218 v. Chr. bis 167 v. Chr.; ab Buch 41 lückenhaft). Der Rest ist durch Inhaltsangaben (periochae), Auszüge (epitomae) und Fragmente (insbesondere ein Palimpsest-Fragment aus dem 91. Buch über die Kriege des Quintus Sertorius) teilweise bekannt.
In den erhaltenen Partien enthält ein einzelnes Buch etwa 55 Seiten Teubner-Text, so dass der Gesamtumfang des Werks gegen 7000 Seiten betrug. Für die Niederschrift seines Werks, das er abschnittsweise verfasste und veröffentlichte, benötigte Livius mehr als 40 Jahre. Wie viel Arbeit hinter dem Werk steckt und mit welcher Geschwindigkeit Livius gearbeitet hat, zeigt der Durchschnitt von drei bis vier Büchern im Jahr.
Dieses hohe Arbeitstempo wird im Groben auch durch chronologische Indizien bestätigt. Da im 1. Buch die 29 v. Chr. erfolgte erste Schließung des Janustempels durch Augustus, aber nicht die zweite (25 v. Chr.) erwähnt ist, und ferner der Princeps als Augustus bezeichnet wird, den Titel, den er erst 27 v. Chr. verliehen bekam, dürfte es zwischen 27 und 24 v. Chr. entstanden sein. Im 9. Buch wird auf die Parther-Freundlichkeit eines zeitgenössischen Autors hingewiesen, aber nicht die 20 v. Chr. erfolgte Rückgabe der Feldzeichen des Crassus durch die Parther erwähnt, so dass dieses Buch früher verfasst sein dürfte. Dass das 28. Buch nach 19 v. Chr. geschrieben wurde, ist daraus ersichtlich, dass eine darin gemachte Bemerkung den in diesem Jahr von Agrippa gegen die Kantabrer geführten Krieg voraussetzt.
Laut der Überschrift der periocha zum 121. Buch kamen die Bücher 121–142 erst nach dem Tod des Augustus (14 n. Chr.) heraus. Da Livius in diesem Fall in seinen letzten drei Lebensjahren 22 Bücher hätte verfassen müssen, ist davon auszugehen, dass jedenfalls ein Teil von ihnen schon vor dem Publikationsdatum fertiggestellt war.

## Gliederung und Inhalt
Die noch vorhandenen Partien des Geschichtswerkes gliedern sich in Gruppen zu je fünf Büchern (Pentade), die sich wiederum zu übergeordneten Fünfzehnergruppen (Pentekaidekaden) zusammenschließen. Neue Abschnitte eröffnete Livius häufig mit eigenständigen Einleitungen, so etwa zu den Büchern 1, 6, 21, und 31.
| Bücher  | Status    | Zeitraum v. Chr. | Inhalt, berühmte Szenen und Namen |
| ------- | --------- | ---------------- | --- |
| 1       | Erhalten  | bis 510          | Gründungssage von Rom, Romulus und Remus, der Raub der Sabinerinnen, Römische Königszeit, der Bau des Circus Maximus, Tanaquil, Lucretia, Vertreibung des letzten Königs Lucius Tarquinius Superbus. |
| 2       | Erhalten  | 509–468          | Übergang von der Monarchie zur Römischen Republik, Kriege gegen Veji, Aequer, Sabiner und Volsker, Weihung des Jupitertempels, Lars Porsenna, Gaius Mucius Scaevola, die Schlacht am Regillus-See, Streit zwischen Plebejern und Patriziern, Gnaeus Marcius Coriolanus. |
| 3       | Erhalten  | 467–446          | Lucius Quinctius Cincinnatus, Decemvirat, Zwölftafelgesetz, Verginia, Kriege gegen Aequer, Sabiner und Volsker. |
| 4       | Erhalten  | 445–404          | Wiedereinführung der Zulassung von Ehen zwischen Patriziern und Plebejern (Lex Canuleia), Titus Quinctius Capitolinus Barbatus, Todesurteil von Aulus Postumius Tubertus gegen den eigenen Sohn, die Karthager in Sizilien, Prozess gegen die Vestalin Postumia, Kriege gegen Veji, Fidenae, Aequer, Falisker und Volsker. |
| 5       | Erhalten  | 403–390          | Kriege gegen Veji, Aequer, Falisker, Capenaten, Volsinii und Sappinaten, Auseinandersetzungen über das Ackergesetz und Kriegssteuer, Prophezeiung des alten Haruspex, Marcus Furius Camillus, Eindringen der Gallier in Italien, die Schlacht an der Allia, Einzug der Gallier in Rom, Rettung des Kapitols durch die heiligen Gänse der Juno. |
| 6       | Erhalten  | 390–367          | Kriege gegen Aequer, Volsker, Velitraner und Praenestiner, Sammlung der Vertrags- und Gesetzestexte, Festlegung der Unglückstage, Marcus Manlius Capitolinus, Verschuldung vieler Plebejer, Gesetzesvorschläge des Gaius Licinius Stolo und Lucius Sextius Lateranus. |
| 7       | Erhalten  | 366–342          | Kriege gegen Herniker, Tibur, Gallier, Falisker, Tarquinienser, Volsker und Samniten, 1. Samnitenkrieg, Flucht der Gallier nach Apulien, Vertrag mit Karthago, Seuche in Rom, Marcus Curtius, Gesetz gegen unlautere Methoden bei der Bewerbung um ein Amt, Gesetze gegen das Erheben von Zinsen und zur Ämterlaufbahn, Urteile gegen Wucherer, die Notlage vieler Plebejer.                                                                                   |
| 8       | Erhalten  | 341–322          | Kriege gegen Privernum, Volsker, Latiner, Ausonen, Sidiciner und Samniten, Landung Alexanders von Epirus in Italien, Hinweis auf Alexander den Großen, Kampf der Lukaner und Samniten gegen Alexander von Epirus, Titus Manlius Imperiosus Torquatus, die römische Streitmacht und ihre Kampftaktik, Gründung von Alexandria. |
| 9       | Erhalten  | 321–304          | 2. Samnitenkrieg, Schlacht an den Kaudinischen Pässen, Lucius Papirius Cursor (Konsul 326 v. Chr.), Exkurs: Alexander der Große und die Vorstellung eines Krieges zwischen ihm und den Römern, Untersuchung in Rom wegen Absprachen bei der Bewerbung um die Staatsämter. |
| 10      | Erhalten  | 303–293          | Kriege gegen Aequer, 3. Samnitenkrieg, Schlacht von Sentinum, Gesetz über die Sicherung des Berufungsrechts, Vorgehen der Ädilen gegen unzulässigen Landbesitz, Prozesse gegen Wucherer und Viehzüchter, der Opfertod des Publius Decius Mus (Konsul 340 v. Chr.). |
| 11–15   | Fragmente | 292–267          | Herrschaft Roms über die Apenninhalbinsel, Krieg gegen Pyrrhos I. von Epirus, Bündnis mit Ptolemaios I. von Ägypten, Beendigung des mehr als 200-jährigen Ständekampfs zwischen Plebejern und Patriziern mit der Lex Hortensia, Seuche in Rom und Errichtung des Aesculap-Tempels auf der Tiberinsel, Unbestechlichkeit des Gaius Fabricius Luscinus, Habgier des Publius Cornelius Rufinus (Konsul), Amtsmissbrauch des L. Postumius und dessen Verurteilung. |
| 16–20   | Zitate    | 264–220          | Erster Punischer Krieg und Zwischenkriegszeit, Seeschlacht von Mylae (260 v. Chr.), Xanthippos (Sparta), Marcus Atilius Regulus (Konsul 267 v. Chr.), Publius Claudius Pulcher (Konsul 249 v. Chr.), Schlacht bei den Ägatischen Inseln. |
| 21–30   | Erhalten  | 219–201          | Zweiter Punischer Krieg, Hannibal überquert die Alpen, Erster Makedonisch-Römischer Krieg, Lex Oppia, das die Freiheit der Frauen einschränkte. |
| 31–45   | Erhalten  | 201–166          | Zweiter Makedonisch-Römischer Krieg, Römisch-Syrischer Krieg, Dritter Makedonisch-Römischer Krieg, Aufhebung der Lex Oppia, Diskussion zwischen Publius Cornelius Scipio Africanus und Hannibal, Triumph des Lucius Aemilius Paullus Macedonicus. |
| 46–70   | Zitate    | 165–91           | Dritter Punischer Krieg, Zerstörung von Karthago, Kriege gegen die Numantiner und Lusitaner, Gracchische Reformen, Ausbruch des Bürgerkriegs mit den Kontrahenten Gaius Marius und Lucius Cornelius Sulla Felix. |
| 71–90   | Zitate    | 91–78            | Bundesgenossenkrieg (Rom), Bürgerkrieg zwischen Gaius Marius dem Jüngeren und Lucius Cornelius Sulla Felix, Tod von beiden, 1. und 2. Mithridatischer Krieg. |
| 91      | Fragmente | 77               | Krieg gegen Quintus Sertorius. |
| 92–109  | Zitate    | 76–49            | 3. Mithridatischer Krieg, Krieg gegen Quintus Sertorius, Gallischer Krieg, Schlacht um Alesia, Erstes Triumvirat, Gaius Iulius Caesar überquert den Rubikon. |
| 110–119 | Zitate    | 49–43            | Bürgerkrieg zwischen Gaius Iulius Caesar und Gnaeus Pompeius Magnus, Caesar wird Alleinherrscher, die Ermordung Caesars durch Marcus Iunius Brutus. |
| 120–142 | Zitate    | 43–9             | Zweites Triumvirat, Ermordung von Marcus Tullius Cicero, die Machtergreifung von Augustus nach dessen siegreichem Krieg gegen Marcus Antonius und Kleopatra VII., das Prinzipat des Augustus, der Tod des Marcus Vipsanius Agrippa, der Tod des Drusus. |

Stellvertretend aus den vielen, oftmals zitierten und berühmten Szenen, die Beschreibung von Ciceros letzten Tagen aus dem 120. Buch von Livius’ Ab urbe condita, dessen Wortlaut Seneca der Ältere erhalten hat:

„Marcus Cicero hatte kurz vor der Ankunft der Triumvirn die Stadt verlassen, wobei er es für gewiß hielt, was ja auch stimmte, daß er dem Antonius ebensowenig entkommen könne wie Cassius und Brutus dem Caesar. Zunächst war er auf seinen Landsitz bei Tusculum geflohen, von wo er auf Nebenwegen zu seinem Landsitz bei Formiae aufbrach, da er in Cajeta ein Schiff besteigen wollte. Als er von dort einigemal auf das offene Meer hinausgefahren war und ihn bald widrige Winde zurückgetrieben hatten, bald er selbst das Schlingern des Schiffes, wenn eine unberechenbare Welle es hin und her warf, nicht ertragen konnte, wurde er schließlich sowohl der Flucht als auch des Lebens überdrüssig, kehrte zu seinem etwas höher gelegenen Landsitz zurück, der wenig mehr als eine Meile vom Meer entfernt ist, und sagte: »Ich möchte in meinem Vaterland sterben, das ich oftmals gerettet habe.«
… Es steht hinreichend fest, daß seine Sklaven bereit waren, tapfer und treu zu kämpfen. Er selbst forderte sie aber auf, die Sänfte abzusetzen und ruhig zu ertragen, was ein ungünstiges Los aufzwinge. Indem er sich aus der Sänfte herausbeugte und seinen Nacken unbewegt darbot, wurde ihm das Haupt abgeschlagen. Aber das reichte der brutalen Grausamkeit der Soldaten noch nicht: sie schlugen ihm auch noch die Hände ab mit dem Vorwurf, sie hätten gegen Antonius geschrieben. So wurde sein Haupt zu Antonius gebracht und auf dessen Anordnung zwischen den beiden Händen auf der Rednertribüne ausgestellt, wo man ihn als Konsul, wo man ihn oft als Konsular, wo man ihn noch gerade in diesem Jahr gegen Antonius mit einer Bewunderung vor seiner Beredsamkeit gehört hatte, wie man sie noch nie einer menschlichen Stimme gezollt hatte. Vor Tränen konnten die Leute nur mit Mühe ihre Augen erheben und die Glieder ihres hingemordeten Mitbürgers anschauen.“

## Überlieferungszustand

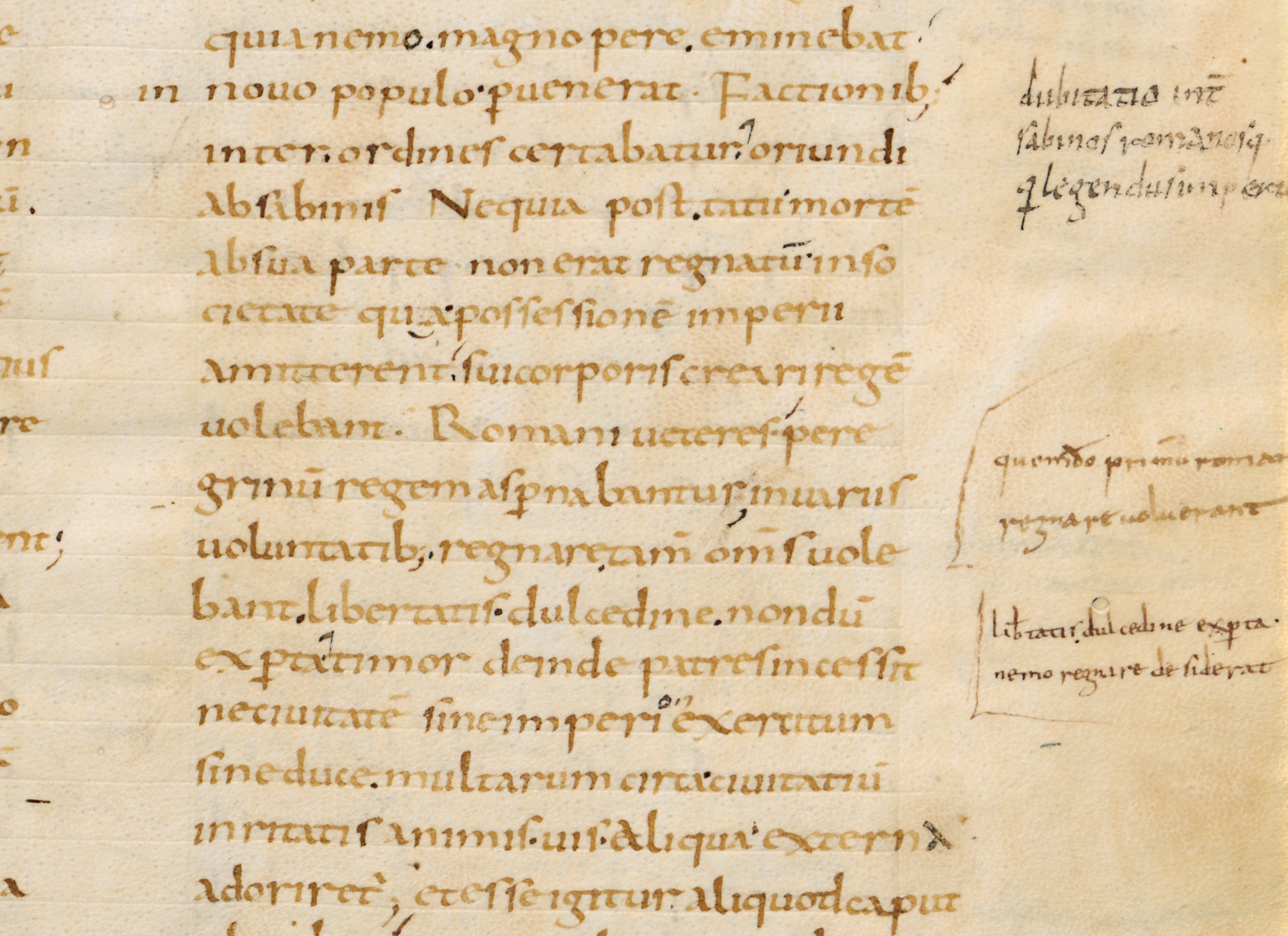
Livius, Ab urbe condita in einer Handschrift des 10. Jahrhunderts mit eigenhändigen Randbemerkungen Rathers von Verona. Florenz, Biblioteca Medicea Laurenziana, Plut. 63.19, folio 7r

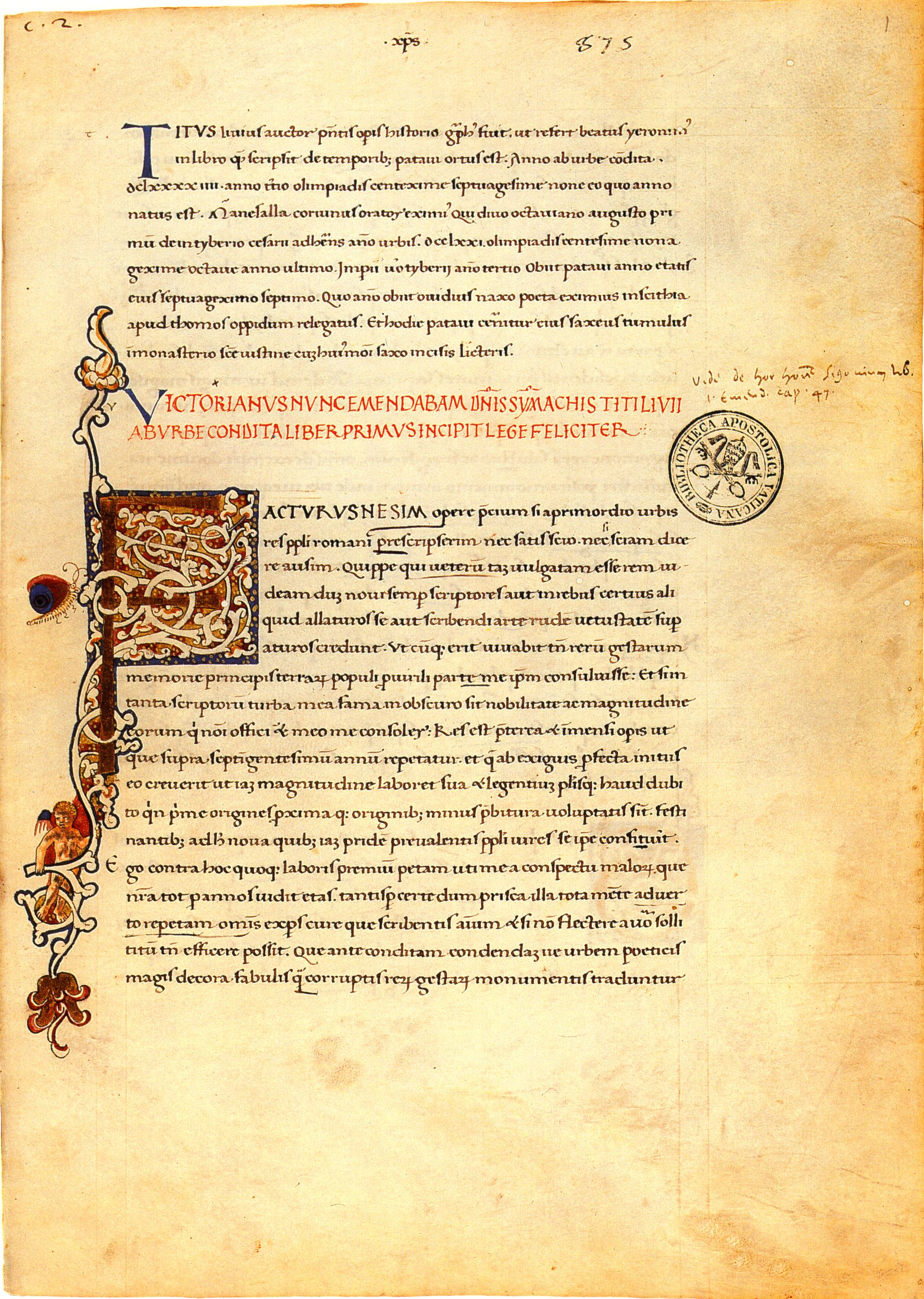
Der Anfang von Ab urbe condita in der Handschrift Biblioteca Apostolica Vaticana, Palatinus latinus 875, folio 1r (15. Jahrhundert)

### Erhaltene Teile
Als der Kodex seit dem 4. Jahrhundert allmählich die ältere Buchform der Schriftrolle verdrängte, ist das Werk des Livius ebenfalls in das neue Medium umgeschrieben worden. Dabei wurden meist je zehn Bücher zu einem Kodex vereint. Diese Einteilung in Dekaden ist erstmals in einem Brief des Papstes Gelasius I. Adversus Andromachum contra Lupercalia vom Jahr 496 bezeugt, wo die (heute verlorene) zweite Dekade des Werks erwähnt wird, sodann in einem Palimpsest des 5. oder 6. Jahrhunderts, das die angeblich von Ambrosius von Mailand stammenden Akten des Märtyrers Sebastianus enthält.

#### Erste Dekade
Die Überlieferung der ersten Dekade basiert auf zwei Familien von Manuskripten, eine aus der Spätantike und die andere aus dem Mittelalter. Theodor Mommsen konnte nachweisen, dass beide auf eine gemeinsame Quelle zurückgehen.
Von der einen Familie sind noch Fragmente der Bücher 3–6 auf Blättern des aus dem 4. Jahrhundert stammenden Veroneser Palimpsests (Sigle: V) erhalten. Es ist somit das älteste erhaltene livianische Manuskript und befindet sich in der Biblioteca capitolare in Verona.
Die zweite Familie basiert auf einem vollständigen Exemplar der 142 Bücher, das sich im Besitz des Quintus Aurelius Symmachus befand und von Angehörigen des Symmachus-Kreises um 400 n. Chr. als emendierte (verbesserte) Neuedition herausgegeben wurde. Eine Neuedition (auch Subskription oder Rezension genannt) wird erstellt, indem die zu jenem Zeitpunkt vorhandenen Manuskripte verglichen und emendiert werden. Es war dabei üblich, dass die ausführende Person ihren Namen, eine Subskription, an einer Stelle im Manuskript notierte. Das vom Symmachus-Kreis erstellte, emendierte Manuskript der ersten Dekade des livianischen Werks ist zwar im Original verloren, aber in Abschriften ab dem 9. Jahrhundert (insbesondere der Florentiner Handschrift aus dem 10. Jahrhundert; Sigle: D) erhalten und trägt die Namen von Tascius Victorianus, Nicomachus Flavianus und Appius Nicomachus Dexter. Es liefert einen deutlich besser wiederhergestellten Livius-Text als das Veroneser Palimpsest. Die ganze Familie mit allen Folge-Abschriften wird die Nicomachianische Rezension genannt, nach zwei der drei ursprünglich beteiligten Männer.
Robert Maxwell Ogilvie hat die wechselseitigen Beziehungen der erhaltenen und rekonstruierten Handschriften analysiert und in Form eines Stemma codicum dargestellt. Ogilvies Arbeit gilt bis heute als grundlegend für die Livius-Forschung und zugleich eine mustergültige Anwendung textkritischer Methoden.
| Sigel | Bezeichnung bei Ogilvie                         | Datierung | Heutiger Standort und Signatur                         |
| ----- | ----------------------------------------------- | --------- | ------------------------------------------------------ |
| A     | Aginnensis (B.M. Harl. 2493)                    | 14. Jh.   | London, British Library, MS. Harley 2493               |
| B     | Bambergensis (MS. Class. 34 [M. IV. 8])         | 10. Jh.   | Bamberg, Staatsbibliothek, Msc.Class.34                |
| D     | Dominicanus (Cod. S. Marci 326)                 | 11. Jh.   | Florenz, Biblioteca Medicea Laurenziana, San Marco 326 |
| E     | Einsiedlensis (Bibl. S. Benedicti 348)          | 10. Jh.   | Einsiedeln, Stiftsbibliothek, Cod. 348                 |
| F     | Floriacensis (Bibl. Nat. Paris, Lat. 5724)      | 9. Jh.    | Paris, Bibliothèque nationale de France, lat. 5724     |
| H     | Harleianus (B.M.Harl.2672)                      | 10. Jh.   | London, British Library, MS. Harley 2672               |
| L     | Leidensis (Bibl. Univ. Leyden, (6A))            | 12. Jh.   | Leiden, Universiteitsbibliotheek, lat. fol. 6a         |
| O     | Oxoniensis (Bibl. Bodl. 20631)                  | 11. Jh.   | Oxford, Bodleian Library, Bodl. 20631                  |
| P     | Parisiensis (Bibl. Nat., Paris, Lat. 5725)      | 10. Jh.   | Paris, Bibliothèque nationale de France, lat. 5725     |
| R     | Romanus (Bibl. Vaticana 3329)                   | 11. Jh.   | Biblioteca Apostolica Vaticana, Vat. lat. 3329         |
| T     | Thuaneus (Bibl. Nat. Paris, Lat. 5726)          | 9. Jh.    | Paris, Bibliothèque nationale de France, lat. 5726     |
| U     | Upsaliensis (Bibl. Accad., Upsala, C 908)       | 10. Jh.   | Uppsala, Carolina Rediviva, C 908                      |
| M     | Mediceus (Bibl. Laur., Florence, Plut lxiii.19) | 10. Jh.   | Florenz, Biblioteca Medicea Laurenziana, Plut. 63.19   |

In der folgenden Abbildung ist das von Ogilvie ermittelte Stemma codicum für die Nicomachianische Rezension mit leichten Änderungen nachgezeichnet, wobei N der Konsens aller Nicomachianischen Abschriften ist, der sogenannte Archetyp. μ, λ und π stehen für Abschriften, die als Hyparchetypen (nicht erhaltene Zwischenstufen) bezeichnet werden. Die Hyparchetypen sind jeweils der Konsens aller von ihnen abstammenden Manuskripte. Sowohl N als auch alle Zwischenstufen sind nicht erhalten und müssen über die von ihnen abgeleiteten Abschriften ermittelt werden. Die Großbuchstaben sind Siglen und stehen für die einzelnen Manuskripte.
Stemma nach Ogilvie:

#### Dritte Dekade
Von der dritten Dekade kamen drei Handschriften ins Mittelalter. Die wichtigste von ihnen ist der aus dem 5. Jahrhundert stammende Codex Puteaneus (Sigle P; heute Paris, BnF, lat. 5730), der jetzt am Anfang und Ende verstümmelt ist. Es existieren von ihm aber mehrere den kompletten ursprünglichen Text enthaltende Abschriften, vor allem der im 9. Jahrhundert verfasste Codex BAV Reg. lat. 762 (Sigle R) und der etwa im 11. Jahrhundert entstandene Parisinus Colbertinus (Sigle C; heute Paris, BnF, lat. 5731).
Die beiden anderen, vom Puteaneus unabhängigen Codices umfassten nur die Bücher 26–30. Der eine befand sich im Besitz des Klosters Bobbio. Zu ihm gehörten acht zunächst erhalten gebliebene Blätter eines Turiner Palimpsests des 5. Jahrhunderts, von denen jedoch eines abhandenkam, ehe es Wilhelm Studemund 1869 analysieren konnte, während die sieben weiteren Blätter 1904 verbrannten. Der andere, ebenfalls verlorene Codex war eine aus Speyer stammende Handschrift, der Spirensis (Sigle S). Dieser Codex wurde von Sigismund Gelenius und Beatus Rhenanus in der Basler Livius-Ausgabe von 1535 verwendet und konnte aus deren Zeugnissen sowie jüngeren Handschriften vom deutschen klassischen Philologen August Luchs rekonstruiert werden.

#### Vierte Dekade
Auch von der vierten Dekade gelangten drei (voneinander unabhängige) Handschriften ins Mittelalter. Eine von ihnen entstand im 5. Jahrhundert, lag um das Jahr 1000 für Kaiser Otto III. in Piacenza bereit und kam schließlich durch dessen Nachfolger Kaiser Heinrich II. nach Bamberg, wo am Anfang des 20. Jahrhunderts Reste von ihr aus den Büchern 33, 34, 35 und 39 in anderen Handschriften auftauchten und ausgelöst wurden (heute Bamberg, Staatsbibliothek, Msc.Class.35a). Weitere Fragmente der gleichen Handschrift (aus Buch 34) wurden im Jahr 2000 in einer anderen Bamberger Handschrift (Msc.Bibl.18) entdeckt und dort belassen. Auch wenn diese spätantike Handschrift also überwiegend verloren ist, ist ihr Inhalt gut bekannt, da im 11. Jahrhundert in Bamberg eine Abschrift angefertigt wurde (Msc.Class.35), die die vierte Dekade bis zum 46. Kapitel des 38. Buchs umfasst und damit der wichtigste Textzeuge für diese Dekade ist. Eine weitere Abschrift, bei der das 33. sowie das Ende des 40. Buchs fehlten, wurde wiederum ihrerseits kopiert; und so entstanden aus ihr ein verlorener Spirensis (Sigle S) und mehrere jüngere italienische Handschriften.
Die zweite ins Mittelalter gekommene Handschrift des 4. oder 5. Jahrhunderts (Sigle R; heute BAV, Vat. lat. 10696) stammte aus dem Lateran, von der Fragmente aus dem 34. Buch vorhanden sind.
Schließlich bildete ein verlorenes drittes, spätantikes Manuskript die Vorlage der ebenfalls nicht mehr existierenden Mainzer Handschrift des 9. Jahrhunderts, deren vom 17. Kapitel des 33. Buchs bis zum Ende des 40. Buchs reichender Text durch zwei Druckausgaben bekannt ist (Mainz 1519 und Basel 1535) und den zweiten Hauptzeugen der vierten Dekade darstellt.

#### Fünfte Dekade
Von der fünften Dekade ist nur die erste Hälfte (Bücher 41–45) durch eine einzige erhaltene Handschrift des 5. Jahrhunderts, den Codex Vindobonensis Lat. 15 (Sigle V; heute Wien, ÖNB, Cod. 15), bekannt. Durch Blattausfall besitzt dieses erst 1527 vom Humanisten Simon Grynaeus im Kloster Lorsch aufgefundene Manuskript mehrere, teilweise auch große Lücken, insbesondere in Buch 41 und 43. Ursprünglich waren auch die Bücher 46–50 in dem Codex niedergeschrieben.

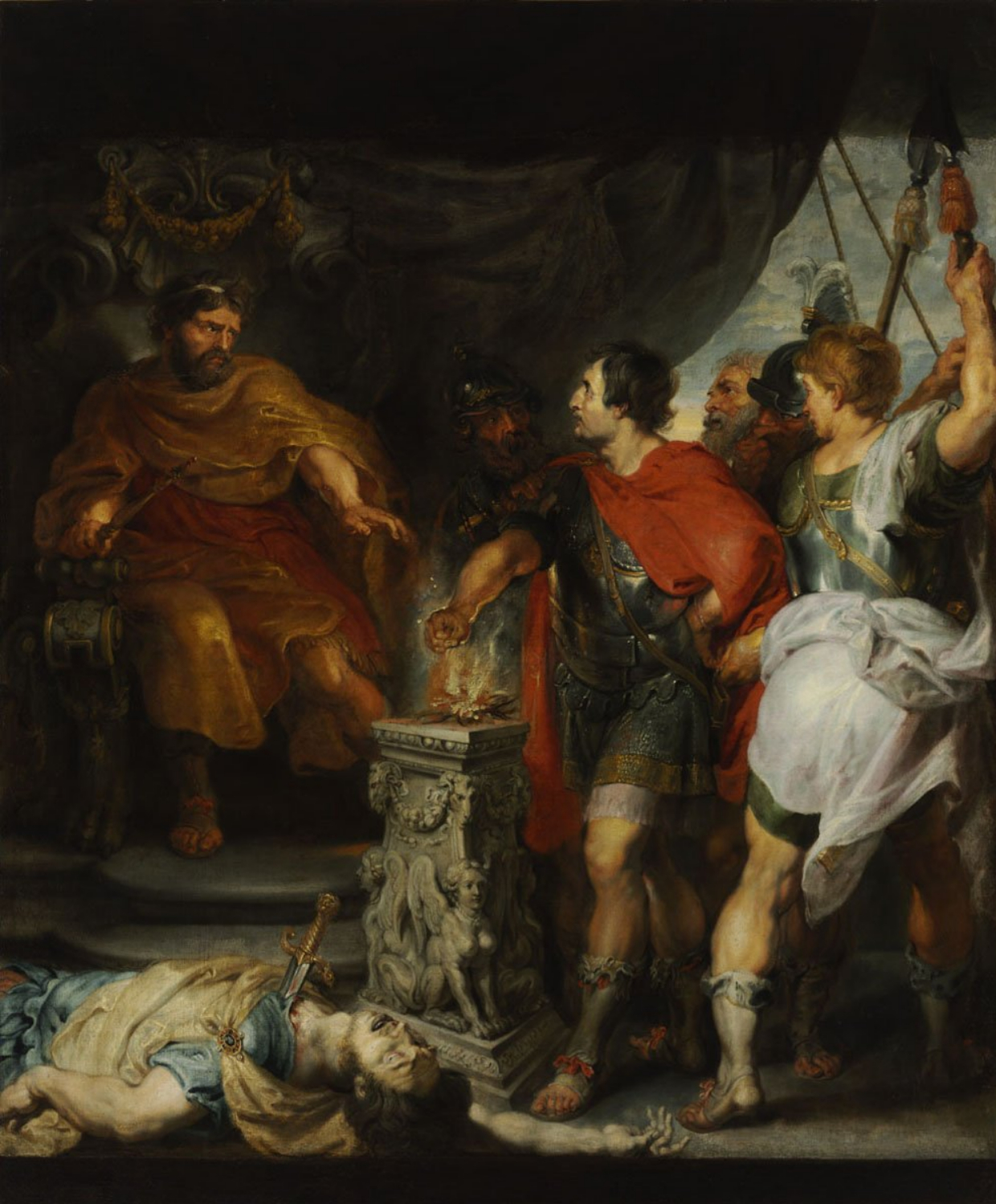
Peter Paul Rubens und Anthonis van Dyck, 17. Jahrhundert: Szene aus dem 2. Buch: Mucius Scaevola vor Porsenna

### Fragmente und Epitomen
Paul Jakob Bruns spürte 1772 in einem Palimpsest-Doppelblatt des Vaticanus Palatinus Latinus 24 ein Textstück auf, das die 76 v. Chr. geführten Kämpfe des römischen Politikers und Feldherrn Quintus Sertorius in Spanien erörtert und aus dem 91. Buch von Livius’ Geschichtswerk stammt. Eine kleine Textstelle von ungefähr 40 Wörtern, die vermutlich aus Buch 11 stammt, wurde auf einem Papyrus in Deir el Malak gefunden und erstmals 1988 publiziert. Weitere kleine Fragmente befinden sich in verschiedenen Bibliotheken vor allem in Europa, enthalten aber nur bereits in den mittelalterlichen Handschriften überlieferte Textpassagen. Dazu gehört etwa ein Papyrus aus Oxyrhynchus (P. Oxy. XI 1379) des 3./4. Jahrhunderts, der einen Teil des fünften und den Anfang des sechsten Kapitels des ersten Buchs wiedergibt, aber textkritisch unerheblich ist.
Aus den verlorenen Partien des livianischen Werks gibt es einige wenige wörtliche Zitate bei anderen antiken Autoren, insbesondere die vom älteren Seneca aus dem 120. Buch des Livius ausgeschriebene Darstellung des Todes Marcus Tullius Ciceros und die Charakteristik dieses berühmten römischen Redners.
Ferner informieren über den Inhalt des Verlorenen systematische Auszüge, Epitome genannt, insbesondere die im 4. Jahrhundert verfassten periochae, die zu allen 142 Büchern außer zum 136. und 137. existieren und einen Umfang von wenigen Zeilen (zum Beispiel periocha 138) bis zu mehreren Seiten (periochae 48 und 49) aufweisen. Der Epitomator gestaltet den Text literarisch in ganzen Sätzen, ordnet den Stoff nach sachlichen Prinzipien an, berichtet die ihm am bedeutendsten erscheinenden Fakten und gibt zudem, meist am Ende, eine Inhaltsangabe des jeweiligen Buchs. Zu Beginn des 20. Jahrhunderts wurde außerdem auf einem Oxyrhynchus-Papyrus des 3./4. Jahrhunderts (P. Oxy. IV 668) eine weitere Version von Inhaltsangaben entdeckt. Lückenhaft erhalten blieben durch diesen Fund Auszüge aus den Büchern 37–40, 48–55 und 87–88, die in der Form von der schon zuvor bekannten periochae-Version unter anderem dadurch abweichen, dass sie den Stoff chronologisch darstellen.
Des Weiteren stellte Cassiodor laut seinem eigenen Zeugnis die Konsulliste seiner Chronik, für die Zeit bis 31 n. Chr., aus den historischen Werken des Livius und Aufidius Bassus zusammen. Iulius Obsequens exzerpierte nur aus Livius systematisch die Prodigien, und jene für die Jahre 190–11 v. Chr. blieben erhalten. Auch manche Breviarien späterer, aus Livius schöpfender Autoren wie Florus tragen zur Rekonstruktion der nicht mehr existenten Teile des livianischen Werks bei.

## Sprache und Stil

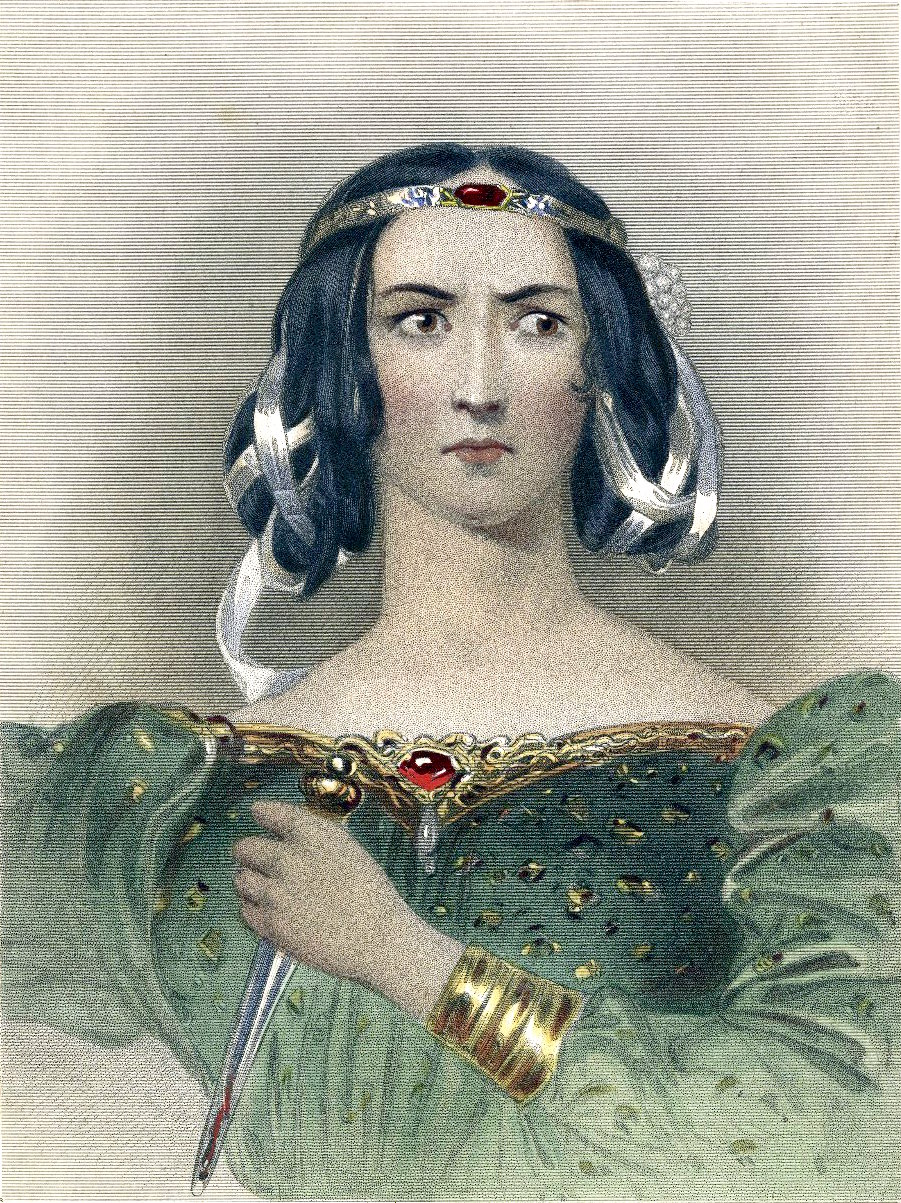
In Livy, Tanaquil urges her husband to act „if he is a man (…)“. Shakespeare’s Lady Macbeth goads: „Are you a man?“